# Vlastimil Kročil

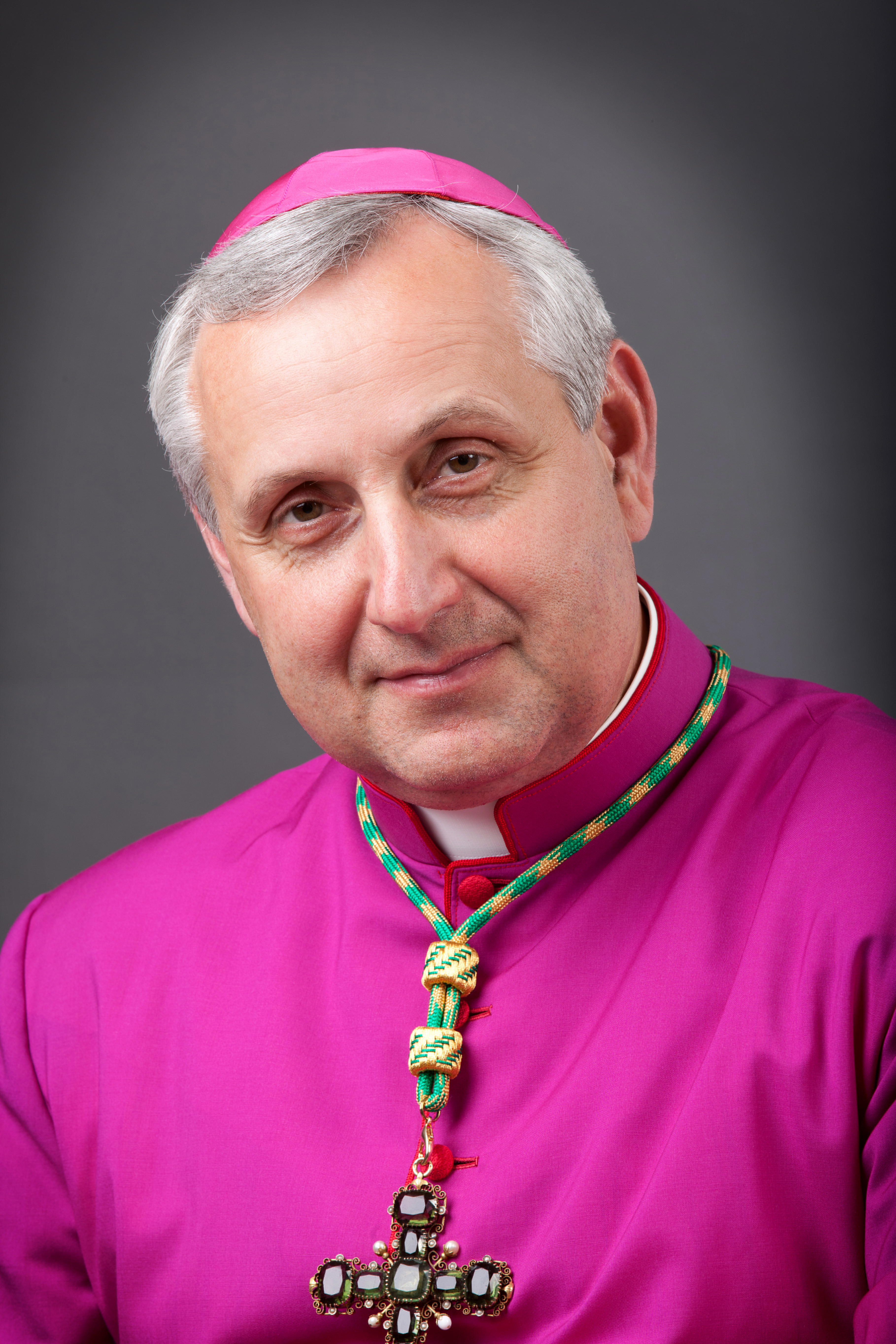
Vlastimil Kročil (2015)

Bischofswappen von Vlastimil Kročil

Vlastimil Kročil (* 10. Mai 1961 in Brünn) ist ein römisch-katholischer Geistlicher und Bischof von Budweis.

## Leben
Nachdem Kročil nach dem Abitur 1986 dreimal hintereinander zum Studium an der theologischen Fakultät in Litoměřice nicht angenommen wurde, emigrierte er 1988 nach Italien, wo er an der Päpstlichen Lateranuniversität (1988–1993) und der Päpstlichen Universität Gregoriana (1993–1996) studierte.
Vlastimil Kročil empfing am 16. Juli 1994 das Sakrament der Priesterweihe für das Bistum Budweis. Am 19. März 2015 ernannte ihn Papst Franziskus zum Bischof von Budweis. Der Erzbischof von Prag, Dominik Kardinal Duka OP, spendete ihm am 13. Juni desselben Jahres die Bischofsweihe. Mitkonsekratoren waren der Apostolische Nuntius in Tschechien, Erzbischof Giuseppe Leanza, und sein Amtsvorgänger Jiří Paďour OFMCap.